# 香港二百元紙幣

呵加剌與馬士打文銀行於1860年代發行的200元紙幣樣票

二百元紙幣是一種昔日的香港貨幣，面額為$200港元，但不在市面流通。

## 歷史
1863年至1866年間，呵加剌與馬士打文銀行曾發行200元紙幣的樣票，不在市面流通。